# 2009年亞洲青年運動會桌球比賽
2009年亞洲青年運動會桌球比賽於2009年6月30日至7月6日在大巴窯運動中心舉行。

## 獎牌榜
| 排名 | 国家／地区      | 金牌 | 银牌 | 铜牌 | 總數 |
| ---- | --------------- | ---- | ---- | ---- | ---- |
| 1    | 中国（CHN）     | 4    | 3    | 0    | 7    |
| 2    | 朝鲜（PRK）     | 0    | 1    | 1    | 2    |
| 3    | 日本（JPN）     | 0    | 0    | 3    | 3    |
| 4    | 韩国（KOR）     | 0    | 0    | 2    | 2    |
| 5    | 中华台北（TPE） | 0    | 0    | 1    | 1    |
| 5    | 新加坡（SIN）   | 0    | 0    | 1    | 1    |
| 總計 | 總計            | 4    | 4    | 8    | 16   |

## 各項成績
| 項目     | 金牌                                        | 银牌                              | 铜牌                                                                       |
| 男子單打 | 尹航 · 中国（CHN）                          | 程靖淇 · 中国（CHN）              | 丹羽孝希 · 日本（JPN）                                                     |
| 男子單打 | 尹航 · 中国（CHN）                          | 程靖淇 · 中国（CHN）              | Kim Dong-Hyun · 韩国（KOR）                                                |
| 女子單打 | 陳夢 · 中国（CHN）                          | 顧玉婷 · 中国（CHN）              | 谷岡阿尤卡 · 日本（JPN）                                                   |
| 女子單打 | 陳夢 · 中国（CHN）                          | 顧玉婷 · 中国（CHN）              | 金宋依 · 朝鲜（PRK）                                                       |
| 混合雙打 | 中国（CHN） · 尹航 · 顧玉婷                 | 中国（CHN） · 程靖淇 · 陳夢       | 日本（JPN） · Asuka Machi · Rika Suzuki                                    |
| 混合雙打 | 中国（CHN） · 尹航 · 顧玉婷                 | 中国（CHN） · 程靖淇 · 陳夢       | 韩国（KOR） · Kim Dong-Hyun · Yang Ha-Eun                                  |
| 混合團體 | 中国（CHN） · 尹航 · 程靖淇 · 陳夢 · 顧玉婷 | 朝鲜（PRK） · Kim Jin-Su · 金宋依 | 新加坡（SIN） · Clarence Chew · Tay Jit Kiat · Isabelle Li · Chau Hai Qing |
| 混合團體 | 中国（CHN） · 尹航 · 程靖淇 · 陳夢 · 顧玉婷 | 朝鲜（PRK） · Kim Jin-Su · 金宋依 | 中华台北（TPE） · 洪子翔 · 李佳陞 · 秦筱鈞 · 黃歆                          |